# Dommages-intérêts punitifs
Dans les pays de common law, notamment aux États-Unis, les dommages-intérêts punitifs, ou dommages-intérêts exemplaires (« Punitive damages », ou « exemplary damages »), consistent à octroyer, à une partie au procès de la part d'une autre, une somme d'argent supérieure aux seuls dommages réellement subis. Cette possibilité n'est pas prévue dans les pays de droit romano-civiliste (France, Belgique, Allemagne, Italie, etc.).
Elle vise alors à dissuader le responsable du dommage de s'engager de nouveau dans des actes menant à de tels dommages. Aux États-Unis, c'est le jury qui fixe la somme due, laquelle est accordée à la victime bien que le dommage se réfère à la société, par la notion de dissuasion.
Ce concept est particulièrement controversé, à la fois pour des raisons juridiques (la France et les autres juridictions européennes tendent à considérer que la victime n'a aucun droit à obtenir une indemnisation supérieure à son seul préjudice) et économiques. Des montants très élevés ont été accordés dans certaines affaires aux États-Unis (2 700 000 dollars, ramenés à 480 000 dollars par le juge, dans l'affaire Liebeck v. McDonald's Restaurants, la plaignante s'étant brûlée avec du café), à tel point qu'un journaliste a créé un Prix Stella « récompensant » les affaires les plus ridicules.

## Cas d'application
Le juge de la Cour suprême américaine John Paul Stevens notait en 2001, dans une opinion écrite, qu'au XIXe siècle, cette notion était fréquemment utilisée pour indemniser de dommages non patrimoniaux, c'est-à-dire de façon équivalente au préjudice moral.
Le 26 janvier 2024, Donald Trump a été condamné par un tribunal civil de New York à verser des dommages-intérêts punitifs de 83,3 millions de dollars à l'autrice E. Jean Carroll pour l'avoir diffamée ,.

## Méfiance en dehors des États-Unis
En dehors des États-Unis, les juridictions font preuve de méfiance à l'égard de cette notion. La Cour de cassation italienne a par exemple récemment refusé d'accorder des dommages punitifs accordés par une juridiction américaine à une victime américaine et devant être versées par une entreprise italienne, en affirmant que le droit civil de la responsabilité n'indemnise la victime que des dommages qui lui sont faits, mais ne lui donne aucun droit à exiger des dommages punitifs, qui ne la concernent pas directement puisqu'ils sont à visée dissuasive. Seul le droit pénal, selon la Cour, devrait pouvoir utiliser cette notion, un plaignant privé ne pouvant se substituer au procureur.
Les Européens se méfient en particulier des montants gigantesques accordés aux États-Unis, pouvant atteindre par exemple 400 millions de dollars, sous le motif de « dommages punitifs », ceux-ci étant de surcroît fixés par un jury. La Cour suprême espagnole a cependant utilisé cette notion en 2001. Le Canada l'a aussi utilisé, et l'Australie envisage de le faire.
Aux États-Unis, cette notion fait débat, les assurances se plaignant régulièrement des montants accordés. Elle est ainsi au centre des débats autour de la tort reform (en). Une étude montre cependant que seuls 2 % des affaires au civil, aux États-Unis, aboutissent à de tels dommages, le montant médian s'élevant entre 38 000 dollars et 50 000 dollars. La Cour suprême tend à considérer que ce dommage ne peut dépasser, en moyenne, 4 fois les dommages-intérêts normalement versés, voire 10 fois au maximum (State Farm v. Campbell (en), 2003), se fondant sur la clause constitutionnelle du procès équitable. Les Cours suprêmes de chaque État tendent à adopter des attitudes similaires (BMW of North America, Inc. v. Gore (en), 1996, en Alabama). Le montant des dommages punitifs peut selon les États, être limité en montant, comme c'est le cas au Texas, où le plafond de 750 000 dollars est invoqué pour s'opposer à une condamnation de 42,5 millions de dollars dans un procès contre Alex Jones.

## Reconnaissance au Québec
En droit privé québécois, de tradition civiliste, les dommages-intérêts punitifs sont reconnus comme étant autonomes des dommages compensatoires, d'après l'arrêt De Montigny c. Brossard (Succession) de la Cour suprême du Canada. Par contre, l'octroi de dommages punitifs repose toujours sur une loi statutaire ; il ne repose pas sur le Code civil du Québec en tant que tel. Par exemple, la Charte des droits et libertés de la personne est une loi provinciale qui permet l'octroi de dommages punitifs en cas d'atteinte illicite et intentionnelle à un droit ou à une liberté reconnu par la Charte. Néanmoins, l'art. 1621 du Code civil du Québec énonce les modalités d'octroi de dommages punitifs.
Dans l'arrêt Québec (Curateur public) c. Syndicat national des employés de l'hôpital St-Ferdinand , la Cour suprême écrit :

« il y aura atteinte illicite et intentionnelle au sens du second alinéa de l'art. 49 de la Charte lorsque l'auteur de l'atteinte illicite a un état d'esprit qui dénote un désir, une volonté de causer les conséquences de sa conduite fautive ou encore s'il agit en toute connaissance des conséquences, immédiates et naturelles ou au moins extrêmement probables, que cette conduite engendrera. Ce critère est moins strict que l'intention particulière, mais dépasse, toutefois, la simple négligence. Ainsi, l'insouciance dont fait preuve un individu quant aux conséquences de ses actes fautifs, si déréglée et téméraire soit-elle, ne satisfera pas, à elle seule, à ce critère. »

La décision Whiten c. Pilot Insurance Co. est un arrêt de principe de la Cour suprême du Canada concernant l'octroi de dommages-intérêts punitifs.